# R2-D2
R2-D2 – droid naprawczy, postać fantastyczna, jeden z bohaterów Gwiezdnych wojen, odtwarzana przez Kenny’ego Bakera; przyjacielem R2-D2 jest inny droid o imieniu C-3PO. Nazwa robota pochodzi od żargonowego określenia, którego używali montażyści filmu, a znaczącego „reel 2 dialog 2” (rolka 2 dialog 2).
W sadze występował też podobny do R2 droid – R4-P17.

## Historia R2-D2

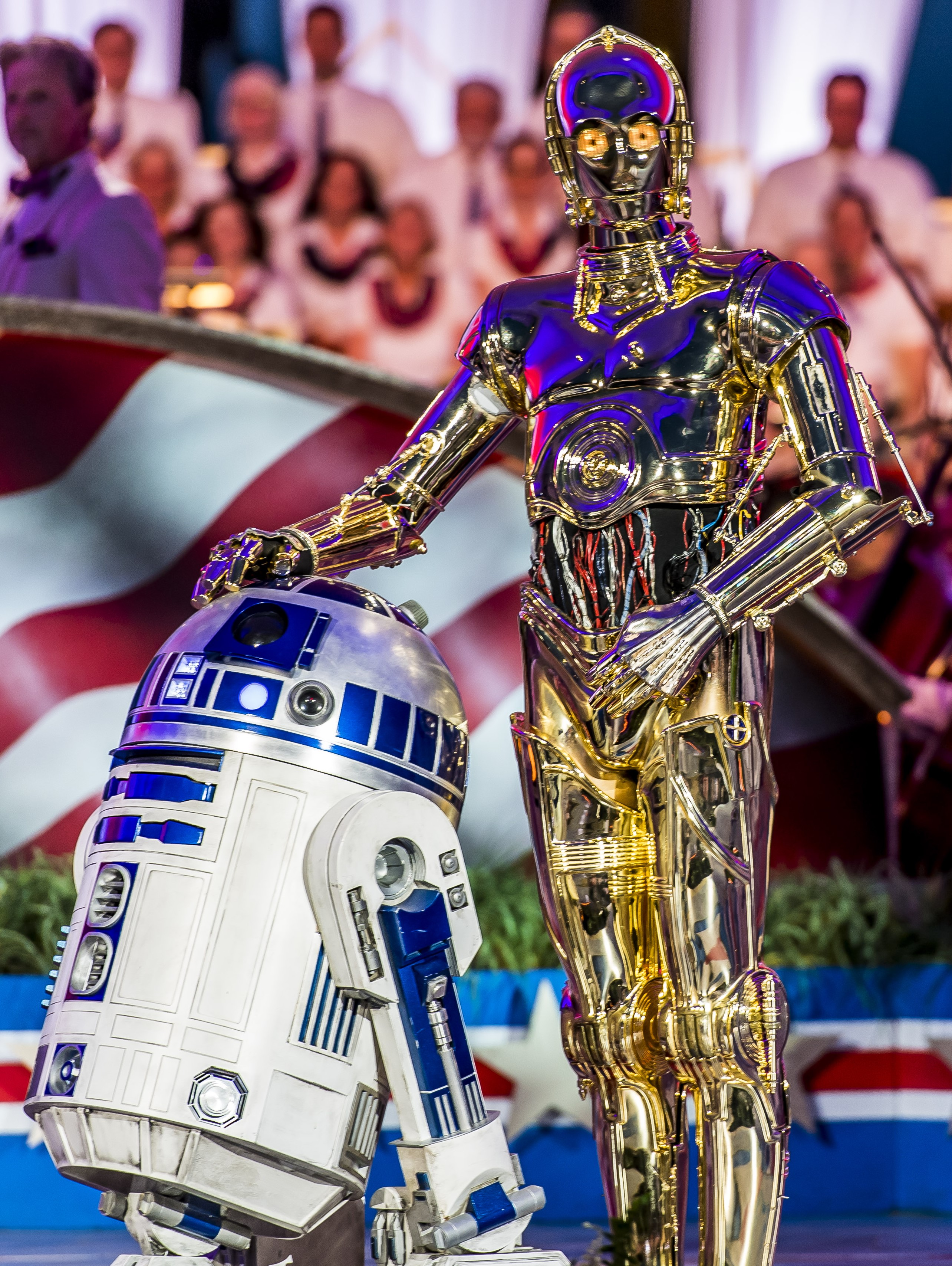
R2-D2 wraz z C-3PO

Niepozorny ale odważny, wszędobylski robot przeznaczony do naprawy usterek pojazdów w czasie lotu w przestrzeni kosmicznej. Pierwotnie służył na królewskim statku Amidali z Naboo, gdzie wykazał się niezwykłymi zdolnościami mechanicznymi w czasie ucieczki przed blokadą Federacji Handlowej. Razem z królową trafił na Tatooine, gdzie poznał robota protokolarnego C-3PO, co zapoczątkowało ich niezwykłą, trwającą latami przyjaźń.
R2-D2 był potem osobistym astromechem Anakina Skywalkera, a w czasie Wojny Domowej służył sprawie Rebelii, odbywając m.in. misję odnalezienia Obi-Wana Kenobi'ego, przechowując w swojej pamięci wykradzione Imperium tajne plany Gwiazdy Śmierci, biorąc udział w uwolnieniu Hana Solo z pałacu Jabby oraz zniszczeniu pierwszej Gwiazdy Śmierci.
Po zniknięciu Luke’a Skywalkera droid sam się wyłączył. Przechowywał on mapę wiodącą do kryjówki ostatniego Jedi. Aktywował się sam po zwycięskiej bitwie na Bazie Starkiller.